# Juan Antonio de Urrutia y Arana
Juan Antonio de Urrutia y Arana Pérez Esnauriz, III marqués de Villar del Águila (Llanteno, Ayala, 1670 - Ciudad de México, 29 de agosto de 1743) fue un rico y poderoso noble español y mecenas de las artes del siglo XVIII en Querétaro, en el virreinato novohispano.

## Biografía

### Llegada a México y primeros años
Este personaje nació en Llanteno, en la Tierra de Ayala, España en 1670 y a los 16 o 17 años partió para hacer el sueño americano a México llamado por su tío Juan Urrutia y Retes, I marqués de Villar del Águila, que había emigrado unos años antes y que al no tener hijos de su matrimonio, le eligió como heredero de sus bienes y títulos.
Desde muy joven, y gracias a la influencia de su tío, ocupa diversos cargos en la Ciudad de México: a los 20 años, su tío le traspasa el puesto de Guarda Mayor de la Casa de la Moneda. También durante el motín de 1692, producido por la escasez de maíz, participó en el restablecimiento del orden como Capitán de Caballos Corazas. Posteriormente es nombrado Alcaide de la Alameda, cargo muy apreciado. Entre 1694 y 1697 es regidor de la ciudad. En 1696 es nombrado Obrero Mayor y Diputado de Propios.
También se le nombra honoríficamente para algunos cargos en Ayala. En 1695 es nombrado mayordomo de la Fábrica del Santísimo Sacramento. En 1697, regidor de Llanteno y alcalde de la Cuadrilla de Oquendo. Los nombramientos honoríficos eran habituales en esta época y servían para dar prestigio a una familia y para conseguir otros privilegios.
El último cargo público que desempeñó fue el de Justicia Mayor en 1713. A partir de este momento se dedica a la administración de su mayorazgo y del de su esposa, Mª Josefa Paula Guerrero Dávila Moctezuma y Fernández del Corral, con la que se casó el 9 de febrero de 1699.

## En Querétaro

### El Acueducto estatal

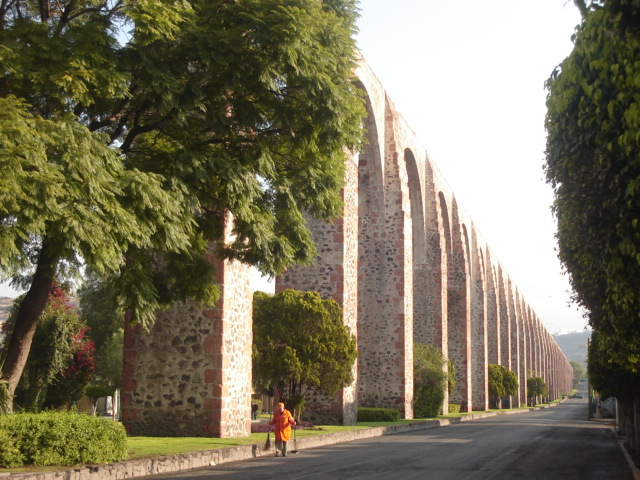
El acueducto de la ciudad de Querétaro.

Véase también : Acueducto de Querétaro
El contacto con la ciudad de Querétaro comienza en 1721 cuando su esposa le propone acompañar a las Madres Capuchinas a esta ciudad para fundar un nuevo convento. La Marquesa propone visitar todos los años el convento, pues en él tenía parientes. Así que Juan Antonio decide comprar unos terrenos para construir una casa en la que alojarse durante sus visitas. 
Dado que el agua que llegaba a la ciudad no era buena, el marqués inicia los trámites para la construcción de un nuevo abastecimiento de agua y para reunir los fondos necesarios. Los preparativos llevan varios años y es en 1726 cuando empiezan las obras.
El agua debía llegar desde un manantial a 10 kilómetros de la ciudad. El acueducto se construyó para salvar un valle que había antes de llegar a Querétaro. Las obras duraron 13 años. En el acueducto se construyeron 74 arcos, siendo su altura máxima de 28.42 metros. La obra costó alrededor de 125.000 pesos de los que el marqués pagó 83.000. El resto lo pagaron los vecinos y algunas donaciones.
Pero no sólo construyó el acueducto en Querétaro, también realizó un puente para comunicar las dos partes de la ciudad e hizo otras obras menores. En agradecimiento se encuentran en la ciudad varios monumentos que recuerdan sus obras.

### La Casa de la Marquesa
Véase también :  La Casa de la Marquesa
En 1756 Se concluyó la construcción de la Casa de la Marquesa, una hermosa casa para su esposa. La mansión, un hito arquitectónico colonial, es un regalo del hotel de lujo del día y una atracción turística.

## Últimos años y muerte
Como no tuvo hijos, dejó todo su patrimonio a su sobrino Juan Antonio de Jauregui y Urrutia quien, como se había hecho cargo de la hacienda de su padre en Menagaray, envió a México a su hijo Juan Antonio de Jauregui y Aldama, que será el III marqués del Villar del Águila. Murió en la Ciudad de México el 29 de agosto de 1743. Sus cenizas reposan en la Rotonda de los Queretanos Ilustres.